# Sexta Musical
A Sexta Musical é um evento realizado desde 2007, na cidade de Praia Grande, onde na última sexta-feira de cada mês apresentações musicais são realizadas nas ruas das zonas comerciais da cidade.
No princípio realizada no Boqueirão, entre a Alameda Metropolitana e o Calçadão da Orla, a partir de 2010, com o grande êxito adquirido, passou a percorrer outros bairros, como Caiçara, Samambaia e Ocian.
Em geral, cada sexta-feira reserva a apresentação de artistas de um mesmo ritmo ou gênero musical, embora encontros onde a mistura desses ritmos seja frequente.